# Operación Bluecoat
La Operación Bluecoat Fue una ofensiva británica en la Batalla de Normandía, desde el 30 de julio hasta el 7 de agosto de 1944, durante la Segunda Guerra Mundial. Los objetivos geográficos del ataque, emprendido por el VIII Cuerpo y el XXX Cuerpo del Segundo Ejército británico (teniente general Miles Dempsey), eran asegurar el cruce de carretera de Vire y el terreno elevado de Mont Pincon
El ataque se realizó a corto plazo para aprovechar el éxito de la Operación Cobra por parte del Primer Ejército de los EE. UU. Después de que estalló en el flanco occidental de la cabeza de playa de Normandía y para aprovechar la retirada de la 2. División Panzer del área de Caumont, para participar en Unternehmen Lüttich (Operación Lieja) una contraofensiva alemana contra los estadounidenses.

## Antecedentes
Del 18 al 20 de julio, el Segundo Ejército británico llevó a cabo la Operación Goodwood en el flanco oriental de la cabeza de playa aliada al sureste de Caen, en dirección sur, lo que obligó a los alemanes a mantener el grueso de sus unidades blindadas en el este alrededor de Caen. Después de Goodwood, Ultra reveló que los alemanes planeaban retirar la 21 División Panzer a la reserva, antes de moverse hacia el sector oeste (estadounidense) del frente. El 25 de julio, después de un comienzo en falso el día anterior, el Primer Ejército de EE. UU. Inició la Operación Cobra.

## Preludio

### Preparativos ofensivos aliados
El límite entre el Segundo Ejército Británico (el Teniente General Sir Miles Dempsey) y el Primer Ejército de EE. UU. Se trasladó, los británicos tomaron el relevo del V Cuerpo de EE. UU., Contra el cual estaban ligeramente armados pero bien atrincherados en la infantería alemana, lo que dio una oportunidad para una nueva operación para seguir atando los blindados alemanes. El cuartel general del VIII Cuerpo y las divisiones blindadas 7, 11 y de la Guardia se trasladaron hacia el oeste hacia Caumont en el flanco occidental del XXX Cuerpo. Dempsey planeaba atacar el 2 de agosto, pero la velocidad de los acontecimientos lo obligó a adelantar la fecha.

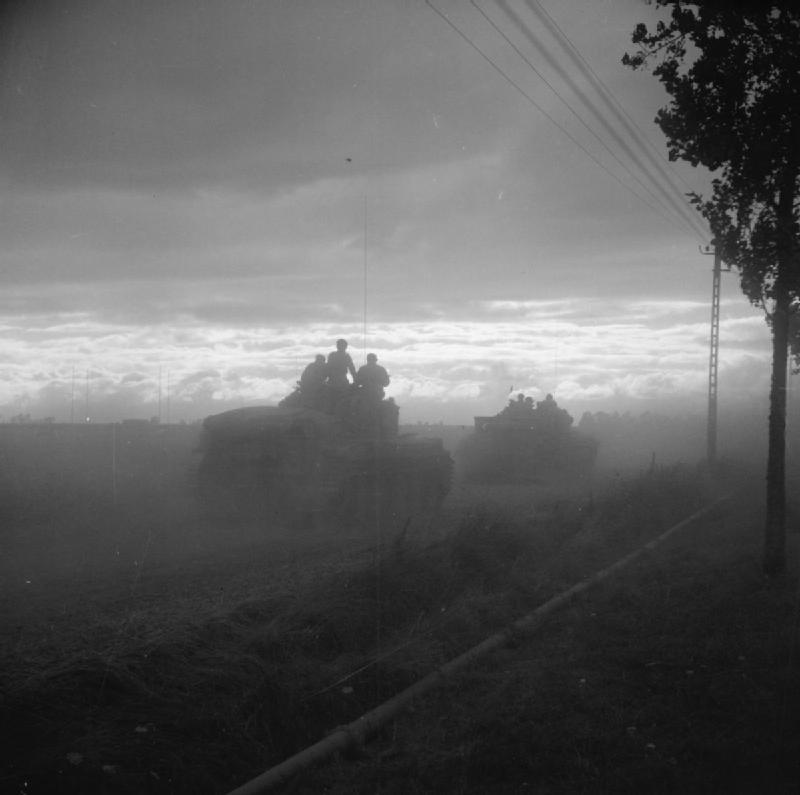
Operación Bluecoat: los tanques Cromwell de la 7 División Blindada suben en la mañana del 30 de julio de 1944

### Preparativos defensivos alemanes
Desde el 21 de julio, la 2. División Panzer había sido retirada del área al sur de Caumont y relevada por la 326. División, que tomó el control de un frente de 10 millas (16 km) al este de Villers-Bocage, junto a la 276. División Volksgrenadier, hacia el oeste. hasta el río Drôme, el límite entre el LXXIV Korps de Panzergruppe West y el 7. ° Ejército. La 326.a División, al sur y al este de Caumont, estaba a la altura y se hizo cargo de un gran número de defensas de campo y posiciones de fuego camufladas, detrás de extensos campos de minas en el terreno defensivo ideal del Suisse Normande bocage.

### Plan
El XXX Cuerpo debía liderar el ataque con la 43a División de Infantería (Wessex) para avanzar hasta la cima del Bois du Homme (Punto 361). El flanco izquierdo iba a ser protegido por la 50ª División de Infantería (Northumbria) con la 7ª División Blindada en reserva. A la derecha, el flanco occidental, el XXX Cuerpo iba a ser protegido por el VIII Cuerpo, con la 15a División de Infantería (escocesa) atacando al sur desde Caumont y la 11a División Acorazada atacando a campo traviesa más al oeste, lista para explotar un colapso alemán por avanzando hacia Petit Aunay, 6,0 km al oeste de Saint-Martin-des-Besaces. Una incursión de más de 1.000 bombarderos en lugar de un bombardeo de artillería fue para preparar el camino para el ataque.

## Batalla

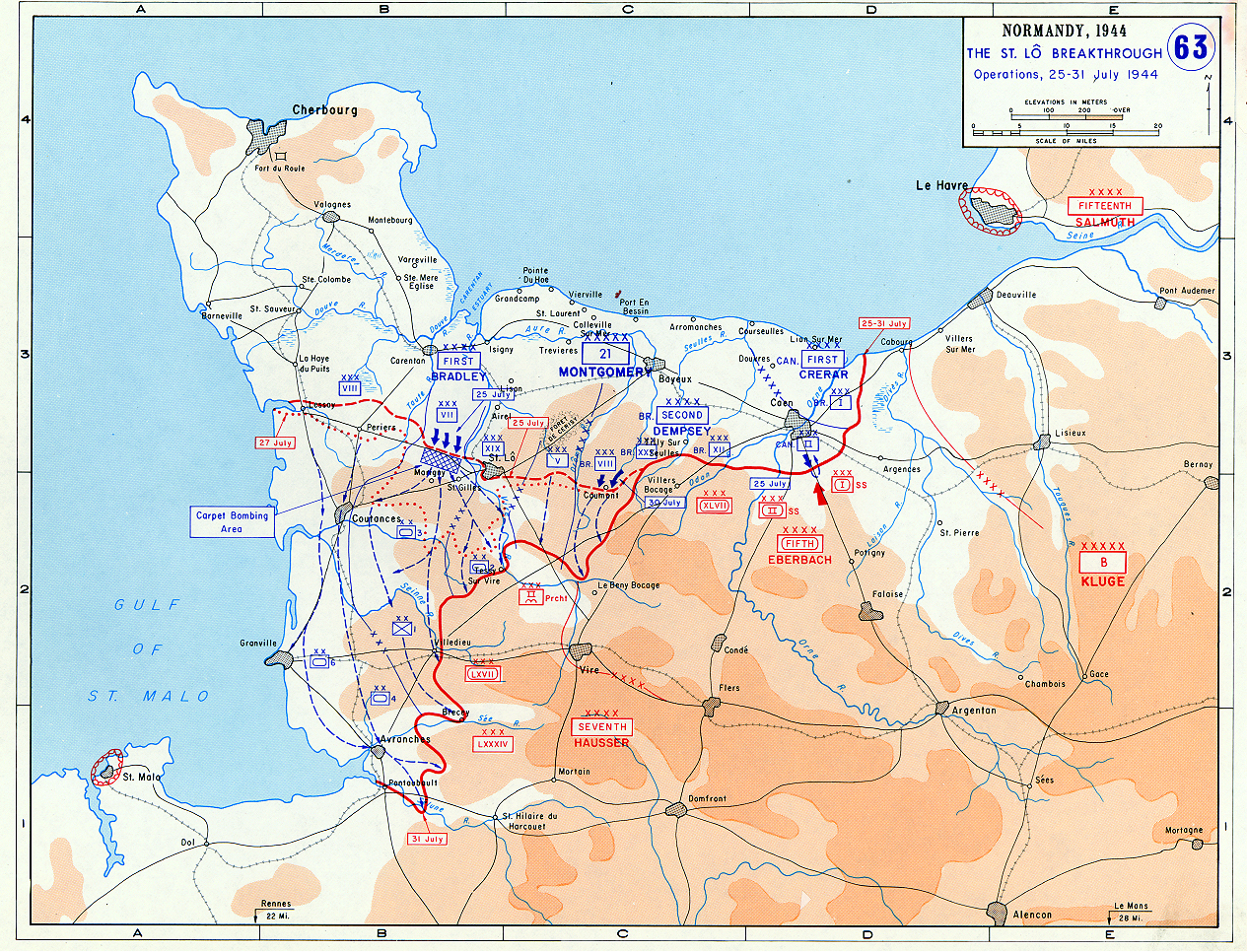
Planificación de la Operación Cobra y Bluecoat

La visibilidad era pobre pero los bombarderos colocaron con precisión 2.000 toneladas largas de bombas. El daño al equipo alemán fue leve, en parte porque había poco en las áreas objetivo y porque las divisiones 43 y 50 se mantuvieron justo más allá de la línea de salida, bien al norte de las áreas objetivo en su sector. El avance de las unidades del flanco izquierdo de la 11.ª División Blindada a través del "Área A" avanzó rápidamente. Muchas unidades británicas quedaron atrapadas por campos de minas, carreteras hundidas, setos espesos y barrancos escarpados, pero en el centro los atacantes ganaron 8 km (5 millas). El 31 de julio, la 11a División Blindada del VIII Cuerpo explotó una debilidad fronteriza entre ejércitos alemanes, cuando descubrieron un puente indefenso ("Puente de Dickie") a 8 km (5 millas) detrás del frente alemán, sobre el río Souleuvre. oportunidad rápidamente con los tanques Cromwell seguidos de más unidades de apoyo, rompieron las primeras unidades blindadas alemanas enviadas al contraataque. Las fuerzas británicas avanzaron a unas 5 millas (8,0 km) antes de Vire el 2 de agosto, que estaba en el lado estadounidense de la frontera del ejército. Hubo confusión en cuanto a quién tenía los derechos para utilizar ciertas carreteras y el ataque británico fue restringido y desviado hacia el sureste. El 7º Ejército pudo reforzar la ciudad con tropas de la 3ª División de Paracaidistas, que estaba siendo forzada al sur por el V Cuerpo de los EE. UU. Y trasladar elementos de la 9ª División Panzer SS al suroeste para cerrar la brecha entre el 7º Ejército y el Panzergruppe Oeste.
El avance británico fue detenido por los refuerzos alemanes. El VIII Cuerpo también tuvo que proteger su flanco oriental, porque el XXX Cuerpo no había mantenido el mismo ritmo de avance. El comandante del XXX Cuerpo, el teniente general Gerard Bucknall, fue destituido el 2 de agosto y el comandante de la 7.a División Blindada, el general de división George Erskine, fue despedido al día siguiente. El teniente general Brian Horrocks, un veterano del norte de África reemplazó a Bucknall en 4 de agosto. El avance del Segundo Ejército se detuvo temporalmente el 4 de agosto. Vire cayó a un ataque nocturno estadounidense del 116. ° Regimiento de la 29a División de EE. UU. Contra la 363.ª División el 6 de agosto. El mismo día, la 43.a División (Wessex) y los tanques de la 13 / 18.a División de Húsares Reales capturaron Mont Pinçon.

## Después de la batalla

### Análisis
La Operación Bluecoat mantuvo a las unidades blindadas alemanas fijadas en el frente oriental británico y continuó desgastando la fuerza de las formaciones blindadas alemanas en el área. El avance en el centro del frente aliado sorprendió a los alemanes, cuando fueron distraídos por los ataques aliados en ambos extremos de la cabeza de puente de Normandía. En el momento de la fuga estadounidense en Avranches, quedaba poca o ninguna fuerza de reserva para la Operación Luttich, la contraofensiva alemana, que fue derrotada el 12 de agosto. El 7.º Ejército no tuvo más remedio que retirarse rápidamente al este del río Orne, cubierto por una retaguardia por todas las unidades blindadas y motorizadas restantes para dar tiempo a que la infantería superviviente llegara al Sena. Después de la primera etapa de la retirada más allá del Orne, la maniobra colapsó por falta de combustible, los ataques aéreos aliados y la presión constante de los ejércitos aliados, culminando con el cerco de muchas fuerzas alemanas en la bolsa de Falaise.

### Bajas
Durante Bluecoat y operaciones posteriores en Normandía, el VIII Cuerpo sufrió 5.114 bajas.

### Operaciones posteriores

#### Operación Grouse
Con noticias del sector estadounidense el 9 de agosto de que Unternehmen Lüttich (Operación Lieja), la contraofensiva alemana de Mortain, había sido derrotada, O'Connor planeó un nuevo ataque para inmovilizar a los defensores alemanes frente al VIII Cuerpo o precipitar un colapso. . La 3a División avanzaría alrededor de Vire y la División Blindada de la Guardia avanzaría por la Cresta de Perrier, estableciéndose el VIII Cuerpo en un terreno elevado entre Tinchebray y Condé-sur-Noireau alrededor del Mont de Cerisi, a unos 20 km (12 millas) al sureste de Vire. Un ataque en tres fases fue planeado por la División Blindada de la Guardia y la 6ª Brigada de Tanques de la Guardia adjunta, para comenzar el 11 de agosto, pero el día amaneció con una densa niebla, que impidió el bombardeo preliminar y desorganizó el ataque de tanques-infantería. El fuego defensivo alemán restringió el avance en el flanco oriental a 400 yd (370 m). En el centro, tres Panthers fueron vistos en un patio de granja en Le Haut Perrier y emboscados, dos fueron noqueados y el sobreviviente fue incendiado en las afueras del sur de la aldea por un artillero PIAT. El avance británico continuó hacia el punto 242 al norte de Chênedollé, donde un contraataque alemán noqueó a seis Sherman por la pérdida de dos Panthers y un cañón de asalto Sturmgeschütz III. Hacia el oeste, el 2. ° grupo de infantería de tanques de la Guardia Irlandesa-5. ° Coldstream avanzó más rápido y alcanzó el lado occidental de Chênedollé. Cuando el pueblo fue atacado, se encontró que la guarnición se había retirado y como los bombarderos no habían llegado, el pueblo se consolidó y los nuevos ataques se pospusieron y luego se cancelaron.
A la derecha de la División Blindada de la Guardia, el ataque comenzó a las 9:00 a. M. A lo largo de una carretera que corre hacia el sur a través de Viessoix y le Broulay, 3 km más adelante, de allí a Moncy, 8 km al este. , protegido a la derecha por el avance de la 3ª División. Desde Moncy, el ataque continuaría hasta el punto 260 del Mont de Cerisi, 5 km más adelante. La resistencia alemana fue tan decidida como la del este. Al norte de La Personnerie, los campos de minas cubiertos por el fuego de la 3.ª División Fallschirmjäger frenaron el avance. Por la tarde también se bloqueó un intento de desvío hacia el este a través de Le Val, habiendo recorrido el avance sólo 800 m (870 yardas) en cinco horas. Con el ataque empantanado en Le Val y Viessoix, las tropas en Le Val se retiraron durante la noche y se recibieron nuevas órdenes para mantener la carretera Vire-Vassy.